# NGC 2083
NGC 2083 is een emissienevel in het sterrenbeeld Goudvis. Het hemelobject werd op 30 december 1834 ontdekt door de Britse astronoom John Herschel.

## Synoniemen
- ESO 57-EN14